# SŽD-Baureihe ТГМ10
Die Lokomotiven der SŽD-Baureihe ТГМ10 (deutsche Transkription TGM 10) der Sowjetischen Eisenbahnen (SŽD) sind breitspurige Diesellokomotiven mit dieselhydraulischer Kraftübertragung vorrangig für den schweren Rangierdienst.

## Geschichte
Die Lokomotive entstand als Folge der Produktion der SŽD-Baureihe ТГМ1, SŽD-Baureihe ТГМ2 und SŽD-Baureihe ТГМ3 im Jahr 1961. Nachdem mit den genannten Baureihen dieselhydraulische Lokomotiven entstanden, wollte man mit dieser Baureihe vermutlich auch eine Vergleichsmaschine zu der in großer Stückzahl beschafften ЧМЭ3 für den schweren Rangierdienst beschaffen.
Der Prototyp der Lokomotive entstand im Jahr 1961 in der Lokomotivfabrik Brjansk mit einer installierten Leistung von 1200 PS und der Achsfolge C’C’. Die Maschine weicht in ihrem Äußeren von Rangierlokomotiven ab und orientiert sich an ihrem Aufbau stark an die ЧМЭ3. Insgesamt wurden von der Maschine vier Lokomotiven beschafft.
Es blieb bei diesen vier Fahrzeugen. In der Praxis hatte die Maschine keine Chance gegen die ЧМЭ3. In der weiteren Literatur befinden sich keine weiteren Einträge über diese Maschinen. Es kann davon ausgegangen werden, dass sie schon frühzeitig ausgemustert wurden. Ein Hinweis, ob Fahrzeuge erhalten wurden, ist ebenfalls nicht zu finden.

## Technische Beschreibung
Die Lokomotive ist eine Kastenlokomotive mit unsymmetrisch angeordneten Führerstand und zwei dreiachsigen Drehgestellen. Dabei befinden sich in dem vorderen Vorbau der Dieselmotor mit der Kühlanlage und im hinteren Vorbau die Batterieanlage mit der elektrischen Ausrüstung. Der Zugang zu den Aggregaten hinter den Kästen ist durch ausreichend großen Türen gesichert. Die Vorbauten über dem Dieselmotor lassen sich für die Instandhaltung abnehmen. Der Vorbau ist jeweils vom Führerstand aus zu betreten und war mit Geländern als Umlauf um die Stirnseite gesichert. Außerdem gab es noch einen Aufstieg von den Stirnseiten auf den Umlauf.
Der Dieselmotor wurde von dem der SŽD-Baureihe ТГМ1 mit einigen Verbesserungen weiterentwickelt und in der Lokomotive als PD 2 mit 1200 PS bei 750 min−1 verwendet. Der Motor treibt über eine elastische Kupplung das dreistufige Strömungsgetriebe an. Dieses besteht aus zwei Wandlern und einer Kupplung und ist im Lokomotivrahmen gelagert. Den Antrieb zu den Antriebsachsen und den Hilfsgetrieben stellen Gelenkwellen sicher.
Stirnseitig ist der Kühler angeordnet worden. Die Lokomotive verfügte außerdem über eine Rangierfunkeinrichtung.